# 奈恩
奈恩（英語： /ˈnɛərn/），是英国苏格兰高地行政区的一个滨海城镇，位于因弗内斯以东26公里。总人口12046（2011年）。该地为一海滨度假地。